# Paresis Hall
Columbia Hall, comúnmente conocido como Paresis Hall, era un burdel y bar gay situado en el Bowery, en el bajo Manhattan de Nueva York, en la década de 1890. Era propiedad del gángster James T. Ellison.

## Nombre
Paresis Hall tomó su apodo común de paresis general, un término para la locura sifilítica.
Jennie June escribió que el nombre popular era "Paresis Hall", pero a los andróginos no les gustaba ese nombre y en su lugar se referían a él como "el Hall". June escribió que el término paresis se utilizaba como término general para la locura, pero también escribió que el nombre obedecía a una superstición según la cual los andróginos podían hacer que los hombres viriles sucumbieran a la locura, lo que más tarde se descubrió que era un efecto secundario de la sífilis avanzada.

## Plantas
En la planta baja, el Paresis Hall tenía un pequeño bar al frente y una pequeña cervecería al aire libre detrás. En los dos pisos superiores a la planta baja se alquilaban pequeñas habitaciones. Al menos diez habitaciones por encima del bar se utilizaban para encuentros privados.

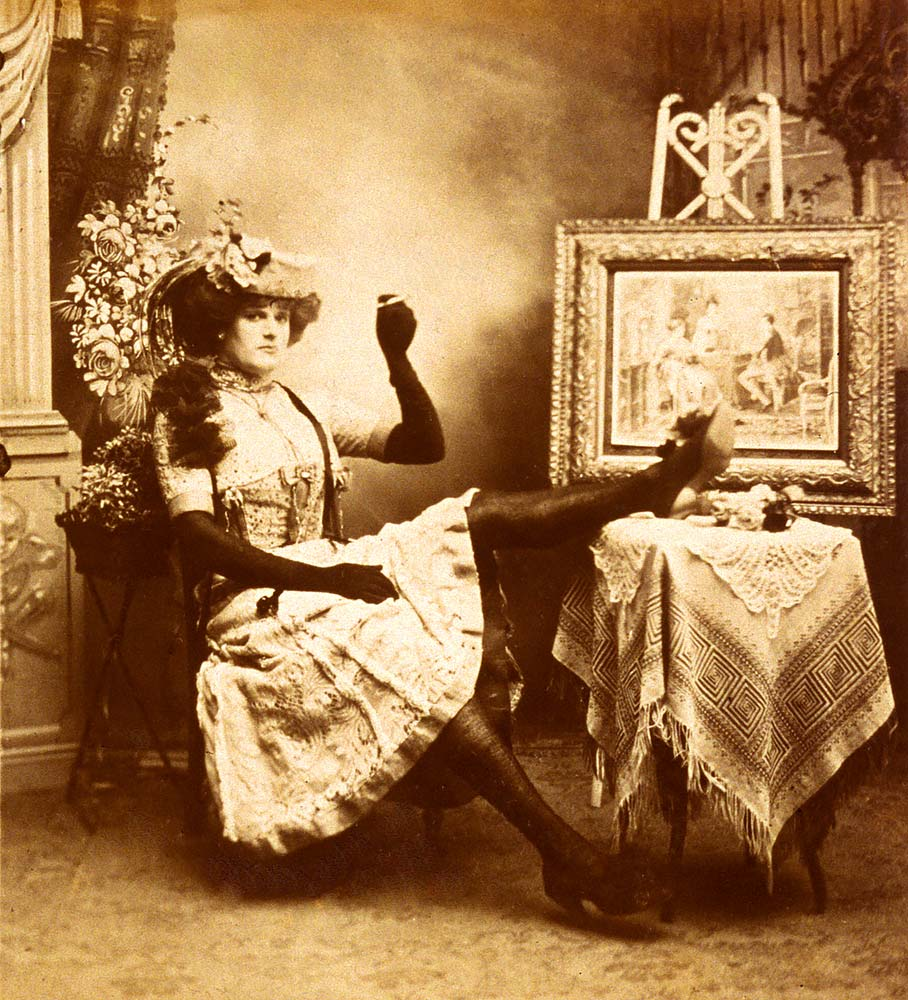
Bowery Queen, "andrógino" o travesti del Paresis Hall, fotografía de la década de 1890.

## Cercle Hermaphroditos
El Cercle Hermaphroditos, una de las primeras organizaciones de defensa de los transexuales, alquilaba permanentemente un espacio encima del bar. Almacenaban allí la ropa debido a la ilegalidad y la hostilidad pública a vestirse con ropa de mujer.
Según la historiadora Susan Stryker, el Cercle Hermaphroditos fue el primer grupo de Estados Unidos que se preocupó por lo que hoy se considerarían cuestiones de justicia social transgénero.

## Oposición
Paresis Hall era especialmente conocido y vilipendiado incluso en aquella época, y era un objetivo habitual tanto de la actividad policial como de las protestas religiosas. A pesar de ello, las pruebas sugieren que estuvo activo al menos hasta 1899.